# Telescopus variegatus
Telescopus variegatus – gatunek afrykańskiego węża z rodziny połozowatych (Colubridae).

## Systematyka
Zwierzęta te zalicza się do rodziny połozowatych, do której zaliczano je od dawna. Starsze źródła również umieszczają Telescopus w tej samej rodzinie Colubridae, używając jednak dawniejszej polskojęzycznej nazwy: wężowate albo węże właściwe. Poza tym Colubridae zaliczają do infrapodrzędu Caenophidia, czyli węży wyższych. W obrębie rodziny rodzaj Telescopus należy natomiast do podrodziny Colubrinae.

## Rozmieszczenie geograficzne
Telescopus variegatus występuje w Afryce Zachodniej i zachodniej części Afryki Środkowej, na terenie następujących państw: Benin, Burkina Faso, Gambia, Ghana, Gwinea, Gwinea Bissau, Kamerun, Mali, Niger, Nigeria, Republika Środkowoafrykańska, Senegal, Sierra Leone, Togo i Wybrzeże Kości Słoniowej.
Siedlisko tego węża to głównie otwarte sawanny.

## Zagrożenia i ochrona
Nie ma poważnych zagrożeń dla gatunku pomimo degradacji środowiska, w którym żyje, wynikającej z rozwoju rolnictwa. Zwierzę występuje m.in. na terenie Parku Narodowego Komoé czy Parku Narodowego Pendjari.